# Данфа, Мамаду
Мамаду́ Лами́н Данфа́ (фр. Mamadou Lamine Danfa; род. 6 марта 2001, Зигиншор) — сенегальский футболист, полузащитник гибралтарского клуба «Линкольн Ред Импс».
В 2019 году сыграл один матч за сборную Сенегала.

## Клубная карьера
Воспитанник футбольной академии клуба «Каса Спортс». В сезоне 2018/19 начал выступать за «Каса Спортс» в чемпионате Сенегала.
В июне 2020 года подписал контракт с украинским клубом «Колос» из Ковалёвки, где стал первым футболистом из Африки. В Премьер-лиге Украины дебютировал 14 июня 2020 года в матче против донецкого «Шахтёра» (0:1).

## Карьера в сборной
Вместе со сборной Сенегала для игроков до 20 лет принял участие в Кубке африканских наций 2019 года, прошедшем в Нигере. Сенегал стал финалистом турнира, а сам Мамаду Данфа сыграл на турнире в двух матчах. Второе место на Кубке африканских наций позволила сенегальцам принять участие в чемпионате мира среди молодёжных команд 2019 года в Польше, где Данфа удалось принять участие в одной игре.
Дебют в составе национальной сборной Сенегала состоялся 3 августа 2019 года в матче квалификации на чемпионат африканских наций 2019 года против Либерии (3:0).

## Статистика
| Сезон   | Клуб              | Лига                 | Чемпионат | Чемпионат | Кубок | Кубок | Еврокубки | Еврокубки | U-21 | U-21 |
| Сезон   | Клуб              | Лига                 | Игры      | Голы      | Игры  | Голы  | Игры      | Голы      | Игры | Голы |
| ------- | ----------------- | -------------------- | --------- | --------- | ----- | ----- | --------- | --------- | ---- | ---- |
| 2019/20 | Колос (Ковалёвка) | Премьер-лига Украины | 1         | 0         | 0     | 0     | —         | —         | 0    | 0    |
| 2020/21 | Колос (Ковалёвка) | Премьер-лига Украины | 3         | 1         | 1     | 0     |           |           | 6    | 4    |